# 空のグラス (デ・ホーホの絵画)
『空のグラス』（からのグラス、蘭: He lege glas、英: The Empty Glass）は、17世紀オランダ絵画黄金時代の画家ピーテル・デ・ホーホが1650-1655年ごろ、板上に油彩で制作した絵画である。以前は、ハブリエル・メツーに帰属されていた。作品は1958年に個人コレクションから購入されて以来、ロッテルダムのボイマンス・ヴァン・ベーニンゲン美術館に所蔵されている。

## 作品
デ・ホーホの最初期の作品は、彼がロッテルダムに住んでいた1653-1654年ごろのものである。本作の場面は、同時代のヘラルト・テル・ボルフが描いた居酒屋の場面を表す作品『グラスにワインを注ごうとする男を止める若い女』 (1640年代後半) に触発されている。デ・ホーホの茶色や黄色系の色彩、そして、ある程度キアロスクーロ的な効果は、ヤン・ミーンセ・モレナールや、ハールレムあるいはアムステルダムで制作していた画家たちを想起させる。しかし、デ・ホーホの主題や陽気な人物像は、ロッテルダムの画家たちとより関連づけられている。
この絵画は、1908年に研究者ホフステーデ・デ・フロートにより以下のように記述されている。
204番b。兵士にワイングラスを手渡している女。ジョン・スミス (美術史家)の著作で6番。 女が兵士にワイングラスを手渡している。2人がカード遊びをしており、1人が見ている。板、縦17と1/2インチ、横14インチ。ジャン＝バティスト・デカンの著作 (第2巻) で記述されている。

売却歴。1770年9月17日、デン・ハーグにおいてヘンドリック・フェルスフーリング (Hendrik Verschuuring) の第106番の作品として売却。1783年11月18日、デン・ハーグにおいてC・ファン・ヘームスケルク (C. van Heemskerck) の第5番の作品として売却。ハブリエル・メツーの作品、またはメツーの様式による作品といわれた。
本作の場面は、同じころにデ・ホーホが制作したほかの絵画に非常に類似している。

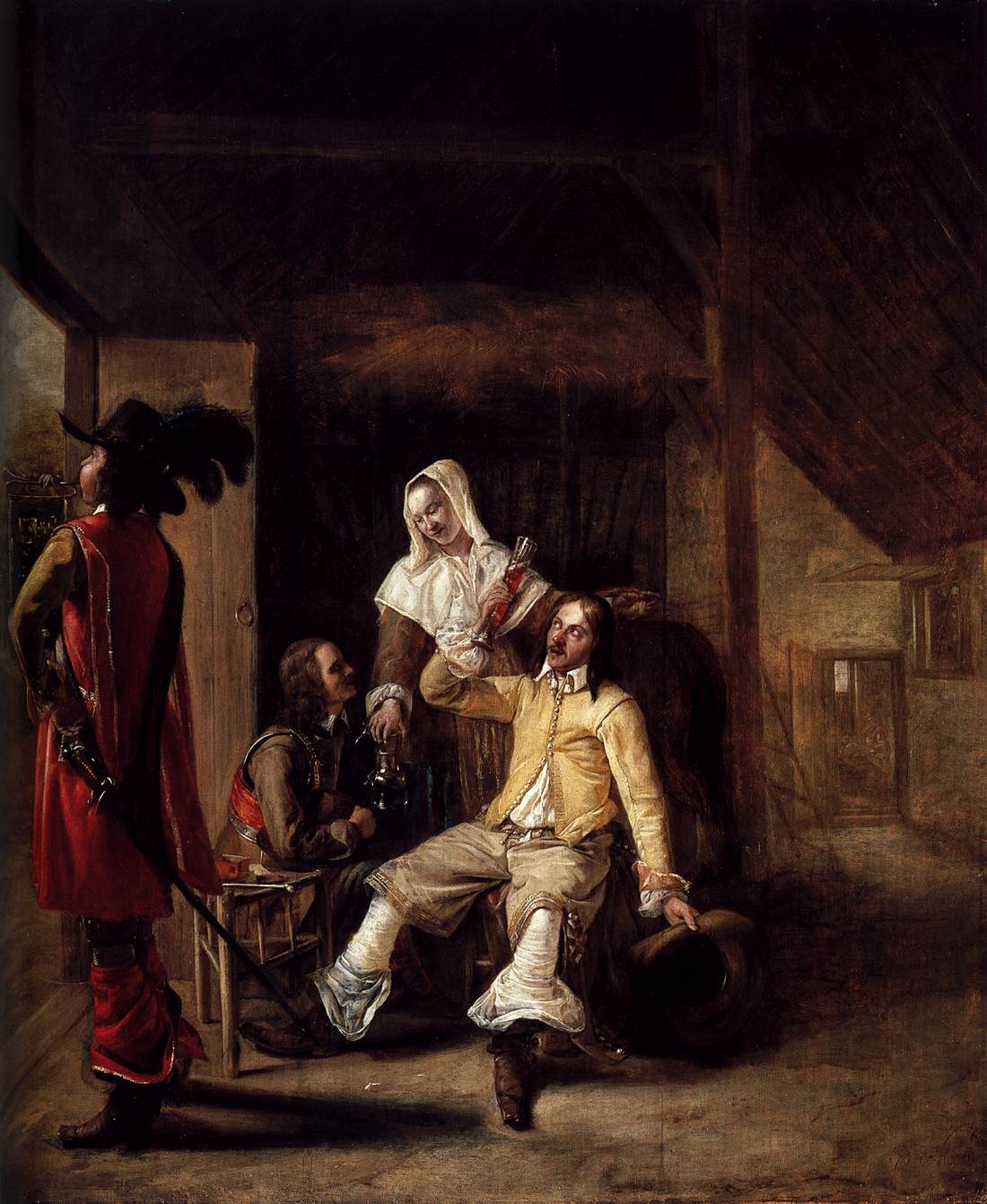
『二人の兵士と給仕する女、トランペット奏者』』
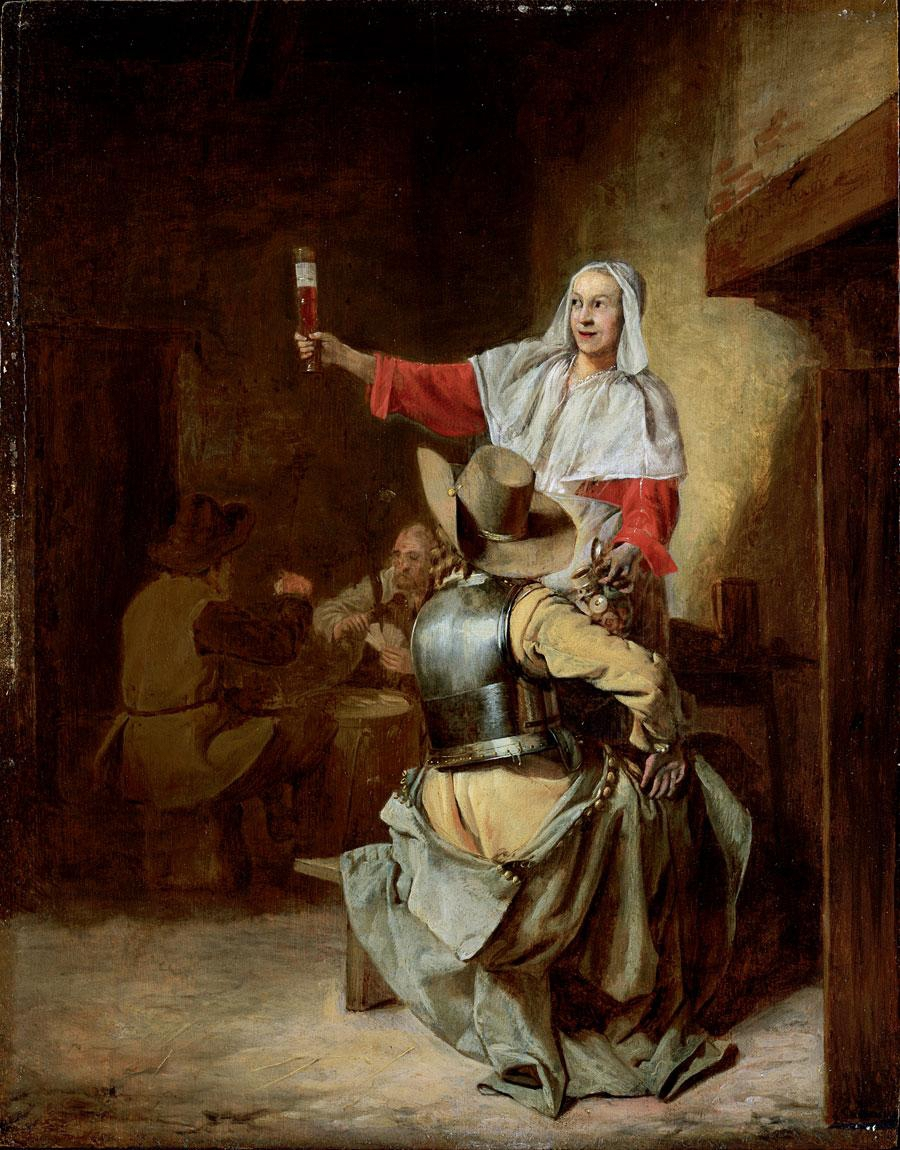
『兵士と女給のいる居酒屋の内部』